# Комисия по антарктическите наименования
Комисията по антарктическите наименования е учредена от Българския антарктически институт през 1994 г., а от 2001 г. е към Министерството на външните работи на България.
Комисията одобрява българските географски наименования в Антарктика, които формално се дават от президента на републиката съгласно Българската конституция и установената международна практика.

## Български имена в Антарктика
Географските имена отразяват историята на изучаването на Антарктика. Държавите, развиващи антарктическата наука, дават нови нименования на безименни географски обекти за нуждите на ориентацията, логистиката и международното научно сътрудничество. Към 2018 г. има 1433 антарктически имена, дадени от България, а към 2020 г. – 1541. Тъй като българската антарктическа база е разположена на Южните Шетландски острови, то и повечето български географски имена са съсредоточени в този район, особено на островите Ливингстън, Гринуич, Робърт, Сноу и Смит.

## Топонимични указания
През 1995 Комисията разработва и приема свои Топонимични указания, които в частност въвеждат Обтекаемата система за транслитерация на българските букви с латински, възприета впоследствие за официална употреба в България и включена в българското законодателство чрез Закона за транслитерацията, приет през 2009 г. През 2012 Обтекаемата система е възприета от ООН, а през 2013 е одобрена за официална употреба от САЩ и Великобритания.
В своята практика Комисията по антарктическите наименования дава приоритет на следните географски райони и обекти:
- Райони, имената в които биха били полезни за потенциалните потребители: учени (за планиране и извършване на полева работа, публикации и др.), картографи, логистици, навигатори, туристи, алпинисти и др.;
- Райони с концентрация на значими безименни географски обекти;
- Географски обекти, големи по размер или иначе географски значими;
- Географски обекти, важни за полева работа (българска или на други нации) или за други цели (транспорт, туризъм, спасителни операции и др.);
- Географски обекти, нововъзникнали в резултат на оттегляне или разпадане на ледници (острови, протоци, полуострови, носове, заливи).[8][9]

Комисията разглежда за евентуално наименуване само безименни, добре идентифицирани и снабдени с подробно стандартизирано описание обекти.

## Топографски проучвания и картография
В дейността си Комисията ползва географска информация и картографски материал от топографски проучвания в Антарктика, като проучването на остров Ливингстън от 1995/1996 и топографската експедиция Тангра 2004/05. Полевата работа, извършена по време на експедицията, е отбелязана през 2012 г. от Discovery Channel, Природонаучния музей в Лондон, Британската кралска колекция и Британската антарктическа служба като едно от двадесет и четири знакови събития в хронологията на изследването на Антарктика.
Комисията публикува първата българска топографска карта на островите Ливингстън и Гринуич през 2005, и заедно с Военногеографската служба на Българската армия – първата подробна топографска карта на остров Смит.

## Международно сътрудничество
Комисията поддържа сътрудничество с органите на други държави, отговорни за антарктическите географски наименования, както и с международния Научен комитет за антарктически изследвания (СКАР). Данни за българските антарктически топоними се публикуват редовно в уеб сайта на Комисията и в международния Справочник за антарктическите географски наименования, поддържан от СКАР.

## Антарктически имена в България
С оглед популяризирането на Антарктика и българското присъствие и участие в нейното изследване, Комисията по антарктическите наименования насърчава български селища да дават подходящи антарктически имена на свои обществени места. Името на остров Ливингстън вече е дадено (или е в процес на одобрение) на няколко площада и улици като „пл. Остров Ливингстън“ в Самуил и Кула, и „ул. Остров Ливингстън“ в Гоце Делчев, Ямбол, Петрич, София, Ловеч и Видин, както и „ул. Антарктида“ в Джебел.

## Карти, публикувани от Комисията
- Л.Л. Иванов, Св. Климент Охридски, о. Ливингстън, топографска карта в мащаб 1:1000, Проект на Комисията по антарктическите наименования, подкрепен от Атлантическия клуб в България и Българския антарктически институт, София, 1996 (Първата българска антарктическа топографска карта)
- L.L. Ivanov. Livingston Island: Central-Eastern Region. Scale 1:25000 topographic map. Sofia: Antarctic Place-names Commission of Bulgaria, 1996
- L.L. Ivanov et al, Antarctica: Livingston Island, South Shetland Islands (from English Strait to Morton Strait, with illustrations and ice-cover distribution), 1:100000 scale topographic map, Antarctic Place-names Commission of Bulgaria, Sofia, 2005
- Л. Иванов. Антарктика: Остров Ливингстън и острови Гринуич, Робърт, Сноу и Смит. Топографска карта в мащаб 1:120000. Троян: Фондация Манфред Вьорнер, 2009. ISBN 978-954-92032-4-0 (Допълнено второ издание 2010. ISBN 978-954-92032-8-8)
- L.L. Ivanov. Antarctica: Livingston Island and Greenwich, Robert, Snow and Smith Islands. Scale 1:120000 topographic map. Troyan: Manfred Wörner Foundation, 2009. ISBN 978-954-92032-6-4 (Допълнено второ издание 2010. ISBN 978-954-92032-9-5)
- L.L. Ivanov. Antarctica: Livingston Island and Smith Island. Scale 1:100000 topographic map. Manfred Wörner Foundation, 2017. ISBN 978-619-90008-3-0